# سیارک ۹۵۲۱
سیارک ۹۵۲۱ (به انگلیسی: 9521 Martinhoffmann، نامگذاری:1980FS1) نه هزار و پانصد و بیست و یکمین سیارک کشف شده‌است که در ۱۶ مارس ۱۹۸۰ کشف شد.
قدر مطلق سیارک برابر ۱۵٫۳۰ است.